# Aeroportul Preston
Aeroportul Preston (IATA: PST) este un aeroport din Mayarí⁠(d), Provincia de Holguín⁠(d), Cuba ce deservește zona Guatemala⁠(d).
Situat la o altitudine de 8 m, aeroportul dispune de o singură pistă.